# Saison 5 des Goldberg
Chronologie
Saison 4 Saison 6
Cet article présente le guide des épisodes de la cinquième saison de la série télévisée américaine Les Goldberg.

## Généralités
- Aux États-Unis, cette cinquième saison a été diffusée du 27 septembre 2017 au 16 mai 2018 sur le réseau ABC.
- Au Canada, elle a été diffusée en simultané sur le réseau CTV Two.

## Distribution

### Acteurs principaux
- Wendi McLendon-Covey (VFB : Delphine Moriau) : Beverly Goldberg
- Sean Giambrone (en) (VFB : Tim Belasri) : Adam Goldberg (jeune)
- Troy Gentile (VFB : Thibaut Delmotte) : Barry Goldberg
- Hayley Orrantia (VFB : Claire Tefnin) : Erica Goldberg
- Jeff Garlin (VFB : Michel Hinderyckx) : Murray Goldberg
- George Segal (VFB : François Mairet) : Pops Solomon
- Patton Oswalt (VFB : Philippe Allard) : Adam Goldberg (voix off adulte)
- Sam Lerner (VFB : Antoni Lo Presti) : Geoff Schwartz

### Acteurs récurrents et invités
- Amanda Michalka (VFB : Helena Coppejans) : Lainey Lewis
- Stephen Tobolowsky : Principal Ball
- Tim Meadows : Mr. Glascott
- Bryan Callen (VFB : Franck Dacquin) : Coach Mellor
- Noah Munck (VFB : Pierre Le Bec) : Rob l'exhib' (vo : Naked Rob)
- Matt Bush (VFB : Nicolas Mattys) : Andy Cogan
- Kenny Ridwan (en) (VFB : Alexis Flamant) : Dave Kim
- Sean Marquette (en) : Johnny Atkins
- Allie Grant : Evelyn Silver
- Jennifer Irwin (en) : Virginia Kremp

## Épisodes

### Épisode 1:Une créature de rêve
- États-Unis /  Canada : 27 septembre 2017 sur ABC[1] / CTV Two
- France : 1er septembre 2018 sur Comédie+

- États-Unis : 6,20 millions de téléspectateurs[2] (première diffusion)

- Noah Munck (Naked Rob)
- Matt Bush (Andy Cogan)
- Shayne Topp (Matt Bradley)
- Kenny Ridwan (Dave Kim)
- Rowan Blanchard (Jackie)
- Alex Jennings (Carla)
- Ron Funches (Froy the RA)
- Alison Rich (Valley Erica)
- Ilan Mitchell-Smith (Mr. Connelly)
- Keana Marie (Jamie Weisman)

### Épisode 2:Papy, mon héros
- États-Unis /  Canada : 4 octobre 2017 sur ABC / CTV Two
- France : 1er septembre 2018 sur Comédie+

- États-Unis : 5,79 millions de téléspectateurs[3] (première diffusion)

### Épisode 3:Frère contre frère
- États-Unis /  Canada : 11 octobre 2017 sur ABC / CTV Two
- France : 1er septembre 2018 sur Comédie+

- États-Unis : 5,66 millions de téléspectateurs[4] (première diffusion)

### Épisode 4:La revanche des Goldberg
- États-Unis /  Canada : 18 octobre 2017 sur ABC / CTV Two
- France : 1er septembre 2018 sur Comédie+

- États-Unis : 5,62 millions de téléspectateurs[5] (première diffusion)

### Épisode 5:Jackie aime Star Trek
- États-Unis /  Canada : 25 octobre 2017 sur ABC / CTV Two
- France : 1er septembre 2018 sur Comédie+

- États-Unis : 5,49 millions de téléspectateurs[6] (première diffusion)

### Épisode 6:Maman ou pote?
- États-Unis /  Canada : 1er novembre 2017 sur ABC / CTV Two
- France : 8 septembre 2018 sur Comédie+

- États-Unis : 4,99 millions de téléspectateurs[7] (première diffusion)

### Épisode 7:Un Thanksgiving à la Wall Street
- États-Unis /  Canada : 15 novembre 2017 sur ABC / CTV Two
- France : 8 septembre 2018 sur Comédie+

- États-Unis : 5,63 millions de téléspectateurs[8] (première diffusion)

### Épisode 8:Le retour du cercle de la conduite
- États-Unis /  Canada : 29 novembre 2017 sur ABC / CTV Two
- France : 8 septembre 2018 sur Comédie+

- États-Unis : 5,63 millions de téléspectateurs[9] (première diffusion)

### Épisode 9:Les parents comprennent pas
- États-Unis /  Canada : 6 décembre 2017 sur ABC / CTV Two
- France : 8 septembre 2018 sur Comédie+

- États-Unis : 5,43 millions de téléspectateurs[10] (première diffusion)

### Épisode 10:On n'a pas allumé le feu
- États-Unis /  Canada : 13 décembre 2017 sur ABC / CTV Two
- France : 15 septembre 2018 sur Comédie+

- États-Unis : 6,08 millions de téléspectateurs[11] (première diffusion)

### Épisode 11:Les croquantes
- États-Unis /  Canada : 3 janvier 2018 sur ABC / CTV Two
- France : 15 septembre 2018 sur Comédie+

- États-Unis : 5,90 millions de téléspectateurs[12] (première diffusion)

### Épisode 12:Un dîner avec les Goldberg
- États-Unis /  Canada : 10 janvier 2018 sur ABC / CTV Two
- France : 15 septembre 2018 sur Comédie+

- États-Unis : 6,05 millions de téléspectateurs[13] (première diffusion)

### Épisode 13:L'atelier menuiserie
- États-Unis /  Canada : 17 janvier 2018 sur ABC / CTV Two
- France : 15 septembre 2018 sur Comédie+

- États-Unis : 6,52 millions de téléspectateurs[14] (première diffusion)

The Hooters (invité musical)

### Épisode Spécial: titre français inconnu (The Goldbergs: 1990-Something)
- États-Unis /  Canada : 24 janvier 2018 sur ABC / CTV Two

- États-Unis : 6,09 millions de téléspectateurs[16] (première diffusion)

Acteurs principaux :
- Tim Meadows (John Glascott)
- Bryan Callen (Coach Rick Mellor)
- Nia Long (Lucy Somers)
- Rachel Crow (Felicia)
- Summer Parker (Gigi)

### Épisode 14:Coup à la Barry
- États-Unis /  Canada : 28 février 2018 sur ABC / CTV Two
- France : 22 septembre 2018 sur Comédie+

- États-Unis : 5,44 millions de téléspectateurs[17] (première diffusion)

### Épisode 15:Adam Spielberg
- États-Unis /  Canada : 7 mars 2018 sur ABC / CTV Two
- France : 22 septembre 2018 sur Comédie+

- États-Unis : 5,58 millions de téléspectateurs[18] (première diffusion)

### Épisode 16:La règle du chouchou
- États-Unis /  Canada : 21 mars 2018 sur ABC / CTV Two
- France : 22 septembre 2018 sur Comédie+

- États-Unis : 5,73 millions de téléspectateurs[19] (première diffusion)

### Épisode 17:Guerre de territoire
- États-Unis /  Canada : 28 mars 2018 sur ABC / CTV Two
- France : 22 septembre 2018 sur Comédie+

- États-Unis : 5,49 millions de téléspectateurs[19] (première diffusion)

### Épisode 18:Une semaine de folie
- États-Unis /  Canada : 4 avril 2018 sur ABC / CTV Two
- France : 29 septembre 2018 sur Comédie+

- États-Unis : 5,37 millions de téléspectateurs[20] (première diffusion)

### Épisode 19:La flash-danseuse flashy
- États-Unis /  Canada : 11 avril 2018 sur ABC / CTV Two
- France : 29 septembre 2018 sur Comédie+

- États-Unis : 5,22 millions de téléspectateurs[21] (première diffusion)

### Épisode 20:L'opportunité d'une vie
- États-Unis /  Canada : 2 mai 2018 sur ABC / CTV Two
- France : 29 septembre 2018 sur Comédie+

- États-Unis : 4,79 millions de téléspectateurs[22] (première diffusion)

### Épisode 21:La folle histoire de l'espace
- États-Unis /  Canada : 9 mai 2018 sur ABC / CTV Two
- France : 29 septembre 2018 sur Comédie+

- États-Unis : 4,74 millions de téléspectateurs[23] (première diffusion)

### Épisode 22:Un festival de blagues
- États-Unis /  Canada : 16 mai 2018 sur ABC / CTV Two
- France : 29 septembre 2018 sur Comédie+

- États-Unis : 5,09 millions de téléspectateurs[24] (première diffusion)